# سلسلة جبال داندينونج
سلسلة جبال داندينونج، المعروفة اختصارًا باسم "داندينونج"، هي مجموعة من المرتفعات الجبلية المنخفضة تقع في ولاية فيكتوريا، أستراليا، على بُعد نحو 35 كيلومترًا شرق مدينة ملبورن عاصمة الولاية. تُعد هذه السلسلة امتدادًا فرعيًا لسلسلة الجبال الكبرى "غريت ديفايدينغ رينج"، وتتميّز بتضاريسها المكوّنة من تلال متموجة ترتفع إلى 633 مترًا عند قمة جبل داندينونج، إضافة إلى أودية شديدة الانحدار تغطيها غابات مطيرة معتدلة، تضم أشجار الرماد الجبلي الشاهقة ونباتات السرخس الكثيفة. تنبع من هذه السلسلة مصادر نهر داندينونج، إلى جانب معظم روافده، لا سيما نهر إيوميميرينج الواقع على الضفة اليسرى. كما تحتضن المنطقة اثنين من أهم خزانات المياه في ملبورن، وهما خزان كاردينيا وخزان سيلفان.
عقب الاستيطان الأوروبي لمنطقة خليج بورت فيليب، أصبحت سلسلة جبال داندينونج مصدرًا رئيسيًا للأخشاب التي تم تزويد مدينة ملبورن بها محليًا. ومنذ سبعينيات القرن التاسع عشر، بدأت المنطقة تكتسب شهرة واسعة كوجهة مفضلة للرحلات اليومية. وقد خُصصت أجزاء كبيرة من داندينونج كمناطق محمية وحدائق عامة منذ عام 1882، حتى تم توحيد هذه الحدائق في عام 1987 ضمن منتزه "داندينونج رينجيز الوطني"، والذي شهد لاحقًا توسعًا في عام 1997. تشهد المنطقة تساقطًا خفيفًا إلى متوسط للثلوج في معظم الأعوام، غالبًا ما يحدث في الفترة الممتدة من أواخر الشتاء وحتى نهاية فصل الربيع.
اليوم، تُعد منطقة داندينونج موطنًا لأكثر من 100 ألف شخص، ووجهة سياحية مفضلة للعديد من الزوار، لا سيما خلال عطلات نهاية الأسبوع، حيث ينتشر فيها عدد كبير من أماكن الإقامة المنزلية والمبيت والإفطار. ويُعد خط "بافينغ بيلي" الشهير، وهو خط سكة حديد بخاري تراثي، من أبرز معالم المنطقة، إذ يمر عبر قرى التلال الواقعة في الجهة الشرقية من سلسلة جبال داندينونج.
1. ↑  أسماء فيكتوريا وأستراليا، QID:Q28924629